# Anton Gavel
Anton Gavel (Košice, 24 ottobre 1984) è un ex cestista e allenatore di pallacanestro slovacco naturalizzato tedesco.

## Carriera
Con la Germania ha disputato i Campionati europei del 2015.

## Palmarès

### Giocatore

#### Squadra
- Campionato tedesco: 5

Brose Bamberg: 2009-10, 2010-11, 2011-12, 2012-13
Bayern Monaco: 2017-18
- Coppa di Germania: 4

Brose Bamberg: 2010, 2011, 2012
Bayern Monaco: 2018
- Supercoppa tedesca: 3

Brose Bamberg: 2010, 2011, 2012

#### Individuale
- Basketball-Bundesliga MVP finals: 1

Brose Bamberg: 2012-13

### Allenatore
- Campionato tedesco: 1

Ulm: 2022-2023